# 王崇举
王崇举（1948年- ），重庆工商大学首任校长，重庆市渝中区人，毕业于长沙铁道学院，著名经济学家、硕士研究生导师。系前任重庆市长王鸿举之弟。
历任：
- 1997年-1999年 重庆师范学院副院长
- 1999年-2002年 重庆商学院院长
- 2002年—2011年 重庆工商大学校长